# Nicole Byer
Nicole Byer (nacida el 29 de agosto de 1986) es una comediante, actriz y presentadora de televisión estadounidense. Es conocida como la presentadora de la serie de realidad cómica de Netflix Nailed It! (2018-presente), por el que recibió dos nominaciones al premio Primetime Emmy.
Byer obtuvo reconocimiento por su trabajo en la serie de comentarios Girl Code (2013). Más tarde, Byer protagonizó la serie de comedia de MTV / Facebook Watch Loosely Exactly Nicole (2016-2018), que se basó en sus experiencias de la vida real. Hizo varias apariciones especiales en series de comedia como 30 Rock (2012), Padre de familia (2016), Transparent (2016-2017), The Good Place (2019), Brooklyn Nine-Nine (2019-2021) y Los Simpson ( 2019). También apareció en películas, incluidas Other People (2016), All About Nina (2018), Bad Hair (2020) y Valley Girl (2020). En 2021, Byer comenzó a presentar Wipeout con John Cena.
Byer es el presentador del podcast Team Coco Why Won't You Date Me?, el podcast Best Friends de Earwolf, copresentado con Sasheer Zamata, y el podcast Newcomers de Headgum.
El primer especial de larga duración de Byer, Nicole Byer: BBW (Big Beautiful Weirdo), se estrenó en Netflix en diciembre de 2021 y le valió una nominación al Emmy por Mejor Escritura para un Especial de Variedades.

## Primeros años
Byer nació y creció en Nueva Jersey y se mudó a la ciudad de Nueva York a principios de la década de 2000. Trabajó allí como camarera en un restaurante y club de cabaret. Ella describió cómo la experiencia finalmente la llevó a estudiar improvisación: "Me daban mucho dinero porque me decían: 'Eres muy divertida'. Tienes que salir de aquí. Eres muy malo en esto de [servir mesas]'". Los padres de Byer murieron cuando ella era joven, su madre cuando Nicole era una adolescente en la escuela secundaria y su padre cuando ella tenía 21 años. Ella ha dicho que la comedia la ayudó a superar la muerte de sus padres, "fue una bendición haber encontrado estas cosas antes de que fallecieran para poder escapar".
Luego tomó clases en la Brigada Ciudadana Vertical y comenzó a improvisar y hacer sketches cómicos en junio de 2008, el mismo mes en que murió su padre. Continuó con la improvisación y los sketches cómicos durante muchos años antes de comenzar su carrera de stand-up en 2013. Byer se graduó del Programa de Certificado en Interpretación Profesional de la Academia Estadounidense de Música y Drama.

## Carrera
Realiza giras por los Estados Unidos haciendo stand up y realiza regularmente improvisaciones con Upright Citizens Brigade en Los Ángeles.

### Televisión
Byer comenzó a aparecer en Girl Code en MTV en 2013. En 2014, presentó la primera temporada de Are You the One? de MTV. The Aftermatch Live, un show posterior a Are You the One?. Apareció en varios papeles en cadenas de televisión en 2016. Ese año, tuvo papeles secundarios en tres programas: el programa de comentarios de MTV Girl Code; un programa de bromas con cámara oculta Ladylike, también en MTV; y fue un personaje regular en el programa de Fox Party Over Here, una comedia de media hora creada por Paul Scheer y Lonely Island, que fue cancelada después de una temporada. Como comentarista del programa Girl Code, Maitri Mehta en Bustle la describió como una "amada cabeza parlante"; Stephanie Merry del Washington Post llamó a Byer "uno de los comentaristas más divertidos y confiables" del programa.
Byer ha sido estrella invitada en varios programas, incluidos BoJack Horseman, Transparent y Bob's Burgers. Interpretó a Lizette en el episodio 7 de la temporada 5 de la serie Freeform Young & Hungry en el 2017. Apareció como juez invitada en la tercera temporada de RuPaul's Drag Race: All Stars.

#### Nailed It!
Desde marzo de 2018, Byer ha presentado la serie original de Netflix Nailed It! junto al juez principal chocolatero Jacques Torres. Cada episodio presenta a tres panaderos caseros con un "terrible historial" que intentan recrear pasteles extremadamente complicados por un premio de 10.000 dólares. Byer recibió una nominación al premio Primetime Emmy como presentador destacado de un programa de telerrealidad o competencia en cuatro ocasiones (2020, 2021, 2022 y 2023). Es la primera mujer negra nominada en la categoría.
Debido a que su comedia "no es apta para niños", su comentario se edita para crear la "comedia para sentirse bien con clasificación G" por la que el programa es conocido. Una temporada entera se rueda en sólo 13 días.

#### Loosely Exactly Nicole
En 2016, MTV estrenó Loosely Exactly Nicole, una comedia con guion y una sola cámara, escrita y protagonizada por Byer, basada en su vida. Madeleine Davies de Jezebel describió la premisa del programa como una "mirada cómica sobre la vida [de Byer] como una actriz negra que lucha por triunfar en Hollywood". Loosely Exactly Nicole se estrenó el 5 de septiembre de 2016 en MTV. Posteriormente fue cancelada después de una temporada. Poco después, Facebook Watch la retomó para una segunda temporada.

#### Wipeout
Byer es copresentador de la última versión de Wipeout con John Cena en TBS.

### Pódcasts
Byer es el presentador de cuatro podcasts: Why Won't You Date Me?, Best Friends!, 90 Day Bae y Newcomers.

#### Why Won't You Date Me?
En diciembre de 2017, Byer lanzó un podcast semanal Why Won't You Date Me? en la red de podcasts HeadGum. Cada episodio presenta a un invitado, típicamente otro comediante, con quien Byer conversa abiertamente sobre su limitado historial de citas, experiencias sexuales pasadas y su frustración por estar soltera. La invitada también critica su perfil de Tinder. Byer concluye cada programa preguntándole al presentador invitado si saldrían con ella. Entre los invitados anteriores se encuentran su amiga muy cercana Sasheer Zamata, Emily Heller y Brooks Wheelan. Los críticos se han referido al programa como "audaz" y "refrescante". En 2021, el programa dejó HeadGum para unirse a la red de podcasts Team Coco de Conan O'Brien.

#### Best Friends!
En 2019, Byer, junto con Sasheer Zamata, lanzó un podcast en la red de podcasts Earwolf, Best Friends, un podcast semanal en el que los dos reflexionan sobre la naturaleza de la amistad. Los episodios invitados han incluido parejas como las actrices June Diane Raphael y Casey Wilson, las drag queens Katya Zamolodchikova y Trixie Mattel, y las personalidades de Internet Keith Habersberger y Zach Kornfeld de The Try Guys. El mismo año, Byer se unió al comediante y actor Mano Agapion como coanfitrión del podcast recapitulativo de RuPaul's Drag Race Drag Her, y se convirtió en coanfitrión del podcast recapitulativo de 90 Day Fiance, 90 Day Bae con Marcy Jarreau.

#### Newcomers
En 2020, Byer lanzó un podcast semanal, Newcomers, en la red de podcasts HeadGum junto a Lauren Lapkus, en el que los dos amigos ven películas por primera vez y comentan sus sentimientos sobre cada película como recién llegados a la serie. Cada episodio cuenta con un invitado que brinda más información sobre la serie y los personajes. Entre los invitados anteriores se encuentran John Gemberling, Demi Adejuyigbe, Paul F. Tompkins y Betsy Sodaro.
La primera temporada cubrió la franquicia Star Wars y El Señor de los Anillos en la segunda. La tercera temporada exploró el trabajo de Tyler Perry y la cuarta recorre la franquicia Fast & Furious, con un nuevo coanfitrión, Jon Gabrus, como guía. La quinta temporada cubre selecciones del Universo Cinematográfico de Marvel.

### Libro
Su primer libro#VERYFAT #VERYBRAVE: The Fat Girl's Guide to Being #Brave and Not a Dejected, Melancholy, Down-in-the-Dumps Weeping Fat Girl in a Bikini se lanzó en 2020. El libro presenta más de 100 fotografías de Byer en bikini y gran parte del libro está escrito con subtítulos, lo que lo convierte tanto en un libro de comedia como en un fotolibro. Byer ha explicado el título largo: "Yo, Nicole Byer, escribí este libro para #1, compartir mi impresionante colección de bikinis y mi cuerpo sexy con el mundo, y #2, ayudar a otras personas a sentirse #valientes al aceptar su cuerpo tal como es." El título comenzó como un hashtag de broma en Instagram, burlándose de la forma en que la gente suele comentar fotos de mujeres gordas con relativamente poca ropa como: "Eres tan valiente".

### Otros trabajos
En 2013, Byer y Sasheer Zamata crearon y protagonizaron una serie web llamada Prsuit of Sexiness que fue producida por Upright Citizens Brigade.
En 2018, apareció en una campaña publicitaria de Smirnoff con el actor Ted Danson.

## Estilo cómico
En The Ringer, Allison P. Davis describió la comedia de Byer: "Se compara más fácilmente con una Retta más atrevida con un toque de la energía alocada de Ilana Glazer. Es habladora, vulgar, un poco tonta, identificable pero ridículamente encantadora, y no teme infundir su amplia comedia con una sexualidad segura". Escribiendo para USA Today, Jaleesa M. Jones dijo que "es precisamente el estilo de comedia descarado y obsceno [de Byer] lo que la llevó a la incubadora creativa que es MTV, donde encabeza dos nuevos programas de comedia en 2016, Ladylike y Loosely Exactly Nicole ".
Byer describió a Whoopi Goldberg, Tina Turner y Mo'Nique como sus primeras inspiraciones.

## Comentario sobre el racismo en la industria
Byer ha hablado sobre una experiencia de casting en la que le pidieron que representara la negrura estereotipada, incluido un sketch cómico al respecto. Nicole cuenta la historia de su audición para Nestlé.
"Así que la directora del reparto era una mujer blanca... y ella dijo: "Está bien, Nicole, ¿cómo digo esto? Necesito que seas lo más negra posible, y si te vuelves demasiado negra, te traeré de vuelta." Y en mi cabeza pensé: "¿Qué significa eso?" [...] es doloroso cuando te das cuenta: Oh, Hollywood entiende un tipo de negro. Y no existe un solo tipo de negro, al igual que no existe un solo tipo de blanco. Como Emma Stone, Emma Roberts: todas estas chicas llegan a existir y no tienen que ser una sola cosa. Pueden ser lo que quieran. Y tenemos que ser sólo una cosa."
Byer también recuerda cuando era más joven y los adultos comentaban lo bien que hablaba y le llevó hasta la edad adulta reconocer eso como la microagresión que es.
Después de años de que los maquilladores en el set no supieran cómo trabajar en su piel oscura, Byer aprendió a maquillarse ella misma. Problemas similares con los estilistas hicieron que Byer comenzara a comprar y usar pelucas, en lugar de tratar con personas que no sabían cómo peinarla y prepararla para aparecer en la pantalla.

## Vida personal
Byer apoya la positividad corporal y declaró en una entrevista con Britt+Co: "Para mí, la positividad corporal significa que aceptas el cuerpo en el que estás... Y si quieres cambiarlo, puedes hacerlo, pero debes amar la piel que tienes actualmente, para siempre. Porque todos son hermosos. Nadie es realmente feo. Siempre eres hermosa para alguien y siempre eres fea para alguien".
Sobre su orientación sexual, Byer ha dicho que "no se identifica como heterosexual", pero se siente incómoda con las etiquetas "bisexual" o "queer". Ella ha declarado en su podcast Why Won't You Date Me? que está abierta a salir con personas de cualquier género y que ha salido con hombres y mujeres en el pasado.
Vive en Los Ángeles con sus dos perros rescatados llamados Clyde y Charlie. Anteriormente vivió con el también comediante John Milhiser.

## Filmografía

### Películas
| Año  | Título                                  | Papel              | Notas |
| ---- | --------------------------------------- | ------------------ | ----- |
| 2014 | A Better You                            | Vecina             |       |
| 2016 | Other People                            | Charlie            |       |
| 2016 | Mike and Dave Need Wedding Dates        | Nicole de Oficina  |       |
| 2018 | All About Nina                          | Leslie             |       |
| 2020 | Bad Hair                                | Gina               |       |
| 2020 | Valley Girl                             | Deejay             |       |
| 2021 | Vivo                                    | Valentina (voz)    |       |
| 2022 | Unplugging                              | Oficial Dunn       |       |
| 2022 | The Bob's Burgers Movie                 | Olsen Benner (voz) |       |
| 2022 | Mack & Rita                             | Urth               |       |
| 2023 | Ruby Gillman, Teenage Kraken            | Janice (voz)       |       |
| 2023 | Good Burger 2                           | Luna Foxx          |       |
| 2024 | Thelma                                  | Rochelle           |       |
| 2024 | The American Society of Magical Negroes | DeDe               |       |

### Televisión
| Año           | Título                                             | Papel                                         | Notas                                                                        |
| ------------- | -------------------------------------------------- | --------------------------------------------- | ---------------------------------------------------------------------------- |
| 2012          | 30 Rock                                            | Mo'Nique Lookalike                            | Episodio: "Grandmentor"                                                      |
| 2013          | Girl Code                                          | Ella misma                                    | Episodios desconocidos                                                       |
| 2013          | For-Profit Online University                       | 22MuchBIZ                                     | Especial de Adult Swim                                                       |
| 2013–2014     | The Birthday Boys                                  | Enfermera / Maurine                           | 2 episodios                                                                  |
| 2013–2015     | Pursuit of Sexiness                                | Nicky                                         | 11 episodios; también escritora                                              |
| 2014          | Are You the One? The Aftermatch Live               | Anfitriona                                    | Primera temporada                                                            |
| 2014          | Friends of the People                              | Desconocido                                   | Episodio: "Meet the Friends"                                                 |
| 2015          | Like, Share, Die                                   | Miss Andry / Wendy Williams (voz)             | 2 episodios                                                                  |
| 2015          | Comedy Bang! Bang!                                 | Terri Herdsman                                | Episodio: "Weird Al Yankovic Wears a Different Hawaiian Shirt"               |
| 2016          | Angie Tribeca                                      | Holly                                         | Episodio: "The Famous Ventriloquist Did It"                                  |
| 2016          | Animals.                                           | Stephanie (voz)                               | Episodio: "Pigeons"                                                          |
| 2016          | Lady Dynamite                                      | A.D. Fiona                                    | 2 episodios                                                                  |
| 2016          | Party Over Here                                    | Various                                       | 10 episodios                                                                 |
| 2016          | Ladylike                                           | Ella misma                                    | 8 episodios                                                                  |
| 2016          | Padre de familia                                   | Oficial de seguridad del aeropuerto (voz)     | Episodio: "The Boys in the Band"                                             |
| 2016–2017     | The UCB Show                                       | Varios                                        | 2 episodios                                                                  |
| 2016–2017     | Transparent                                        | Jataun                                        | 2 episodios                                                                  |
| 2016–2018     | BoJack Horseman                                    | Entrevistada / Talk Show Peahen / Joven (voz) | 2 episodios                                                                  |
| 2016–2018     | Loosely Exactly Nicole                             | Nicole Byer                                   | 20 episodios; también escritora y productora                                 |
| 2017          | Celebrity Family Feud                              | Ella misma                                    | Episodio: "Funny Gals vs Funny Guys and Louie Anderson vs Christina Milian"  |
| 2017          | Michael Bolton's Big, Sexy Valentine's Day Special | Security Guard #2                             | Especial de televisión                                                       |
| 2017          | Young & Hungry                                     | Lizette                                       | Episodio: "Young & Bridesmaids"                                              |
| 2017–2018     | Star vs. the Forces of Evil                        | Princesa Arms / Princesa Jaggs (voz)          | 3 episodios                                                                  |
| 2018–presente | Nailed It!                                         | Ella misma (anfitriona)                       | 56 episodios                                                                 |
| 2018          | Bob's Burgers                                      | Martha / Señora borracha en el salón (voz)    | Episodio: "Go Tina on the Mountain"                                          |
| 2018          | Little Big Awesome                                 | Ho Cho Flo / Puppy Num Nums (voz)             | Episodio: "Puppy Shower/Claude the Buff Hamster"                             |
| 2018–2020     | RuPaul's Drag Race All Stars                       | Ella misma                                    | Episodio: "All Stars Snatch Game" Episodio: "Get a Room!"                    |
| 2018–2020     | Apple & Onion                                      | Cotton Candy / Niño / Fanático rudo (voz)     | 5 episodios                                                                  |
| 2018–2022     | Big City Greens                                    | Andromeda (voz)                               | 7 episodios                                                                  |
| 2019          | The Good Place                                     | Gwendolyn                                     | Episodio: "The Book of Dougs"                                                |
| 2019          | Los Simpson                                        | Erica (voz)                                   | Episodio: "Bart vs. Itchy & Scratchy"                                        |
| 2019          | Bajillion Dollar Propertie$                        | Mandine Chinton                               | Episodio: "Missing Dean"                                                     |
| 2019          | A Black Lady Sketch Show                           | The Invisible Man                             | 2 episodios                                                                  |
| 2019          | Snoopy in Space                                    | C.A.R.A. (voz)                                | 11 episodios                                                                 |
| 2019–2022     | Tuca & Bertie                                      | Varias voces                                  | 23 episodios                                                                 |
| 2019–2021     | The Unicorn                                        | Meg                                           | 3 episodios                                                                  |
| 2019–2021     | Brooklyn Nine-Nine                                 | Trudy Judy                                    | 3 episodios                                                                  |
| 2020          | Lego Masters                                       | Ella misma                                    | Episodio: "Storybook"                                                        |
| 2020          | American Dad!                                      | Cliente de Pickle House (voz)                 | Episodio: "Trophy Wife, Trophy Life"                                         |
| 2020          | Game On!                                           | Ella misma                                    | Episodio: "Celebrity Invitadas: Nicole Byer and David Ortiz"                 |
| 2020          | Mapleworth Murders                                 | Julia Squift                                  | Episodio: "The Case of the Case of Wine: Part I"                             |
| 2020          | Amphibia                                           | Gertie (voz)                                  | 2 episodios                                                                  |
| 2020          | Archer                                             | Gabrielle (voz)                               | Episodio: "The Double Date"                                                  |
| 2020          | The George Lucas Talk Show                         | Ella misma                                    | Episodio: "Radioland Stream Night"                                           |
| 2020–2022     | Woke                                               | 40 Oz. Bottle (voz)                           | 4 episodios                                                                  |
| 2021          | Close Enough                                       | Ophira (voz)                                  | Episodio: "Where'd You Go, Bridgette?/The Erotic Awakening of A.P. LaPearle" |
| 2021          | Invincible                                         | Vanessa / Fiona                               | Episodio: "That Actually Hurt"                                               |
| 2021          | The Kelly Clarkson Show                            | Ella misma                                    |                                                                              |
| 2021          | Nicole Byer: BBW (Big Beautiful Weirdo)            | Ella misma                                    | Netflix special                                                              |
| 2021          | A Tale Dark & Grimm                                | Mrs. Baker (voz)                              | 4 episodios                                                                  |
| 2021          | Poorly Drawn Lines                                 | Lizandra (voz)                                | Episodio: "Dinner Party"                                                     |
| 2021–2022     | RuPaul's Drag Race                                 | Ella misma                                    | 3 episodios                                                                  |
| 2021–2022     | Home Economics                                     | Amanda Conley                                 | 3 episodios                                                                  |
| 2021–presente | Wipeout                                            | Ella misma (coanfitriona)                     |                                                                              |
| 2021–presente | Rugrats                                            | Lucy Carmichael (voz)                         | Protagonista                                                                 |
| 2021–23       | Grand Crew                                         | Nicky Koles                                   | Protagonista                                                                 |
| 2022          | Ada Twist, Scientist                               | Profesor Flowerbomb (voz)                     | Episodio: "Mind Over Muscle/Iggy Gettin' Diggy With It"                      |
| 2022          | The Boss Baby: Back in the Crib                    | NannyCam No Filter CEO Baby (voz)             | 4 episodios                                                                  |
| 2022          | The Boys Presenta: Diabolical                      | Bree (voz)                                    | Episodio: "BFFs"                                                             |
| 2022          | The Drew Barrymore Show                            | Ella misma                                    |                                                                              |
| 2022          | The Ellen DeGeneres Show                           | Ella misma                                    |                                                                              |
| 2022          | The Great North                                    | Coach Kiely (voz)                             | 4 episodios                                                                  |
| 2022          | The Masked Singer                                  | Ella misma                                    | Episodio: "Masking for a Duel - Round 2"                                     |
| 2022          | Trixie Motel                                       | Ella misma                                    | Episodio: "Queen of Hearts"                                                  |
| 2022          | The View                                           | Ella misma                                    |                                                                              |
| 2022          | Ziwe                                               | Ella misma                                    | Episodio: "Socially Liberal, Fiscally Conservative"                          |
| 2022          | 27th Critics' Choice Awards                        | Ella misma (anfitriona)                       |                                                                              |
| 2023          | Velma                                              | Blythe Rogers (voz)                           |                                                                              |
| 2023          | Blaze and the Monster Machines                     | The Gas Gizzler                               | Episodio: "Renewable Energy Racers"                                          |
| 2023          | Survival of the Thickest                           | Ella misma                                    | Episodio 6                                                                   |

### Pódcasts
| Año           | Título                                              | Notas                             |
| ------------- | --------------------------------------------------- | --------------------------------- |
| 2013          | Before You Were Funny                               | Invitada                          |
| 2013          | Doodie Calls with Doug Mand                         | Invitada                          |
| 2014–2017     | Baby Geniuses                                       | Invitada; 4 episodios             |
| 2015          | Can I Pet Your Dog?                                 | Invitada                          |
| 2015          | The Champs                                          | Invitada                          |
| 2015–2017     | Hollywood Handbook                                  | Invitada; 2 episodios             |
| 2015–2019     | Lady to Lady                                        | Invitada; 2 episodios             |
| 2016–2023     | Doughboys                                           | Invitada; 11 episodios            |
| 2016          | Another Round                                       | Invitada                          |
| 2016          | Black Men Can't Jump [In Hollywood]                 | Invitada                          |
| 2016          | The CONAN Podcast                                   | Invitada                          |
| 2016          | Don't Get Me Started                                | Invitada                          |
| 2016          | Make Me Like It                                     | Invitada                          |
| 2016          | The MEAT Improv with Jake Jabbour and Josh Simpson  | Invitada                          |
| 2016          | No Joke                                             | Invitada                          |
| 2016          | Slate Daily Feed                                    | Invitada                          |
| 2016–2019     | High and Mighty                                     | Invitada; 5 episodios             |
| 2017          | The Bechdel Cast                                    | Invitada                          |
| 2017          | The Dumbbells                                       | Invitada                          |
| 2017          | Kar-Dishin' It: All Things Kardashian               | Invitada                          |
| 2017          | The Need to Fail with Don Fanelli                   | Invitada                          |
| 2017          | Treks and the City                                  | Invitada                          |
| 2017          | Weird Adults with Little Esther                     | Invitada                          |
| 2017–2018     | Natch Beaut                                         | Invitada; 2 episodios             |
| 2017–2019     | I'm Too Effing High                                 | Invitada; 5 episodios             |
| 2017–2019     | If I Were You                                       | Invitada; 2 episodios             |
| 2017–presente | Why Won't You Date Me?                              | Host                              |
| 2018          | All Fantasy Everything                              | Invitada                          |
| 2018          | The Big Listen                                      | Invitada; 2 episodios             |
| 2018          | Comedy Bang! Bang!                                  | Invitada                          |
| 2018          | Everything is Rent                                  | Invitada                          |
| 2018          | A Funny Feeling                                     | Invitada                          |
| 2018          | Hysteria                                            | Invitada                          |
| 2018          | Inside the Disney Vault                             | Invitada                          |
| 2018          | Off Book: The Improvised Musical                    | Invitada                          |
| 2018          | Raised by TV                                        | Invitada                          |
| 2018          | The Soft Spot                                       | Invitada                          |
| 2018          | Spontaneanation                                     | Invitada                          |
| 2018          | This Particular Album is Very, Very Important to Me | Invitada                          |
| 2018          | unBEARable with Big Dipper and Meatball             | Invitada                          |
| 2018          | Unhappy Hour with Matt Bellassai                    | Invitada                          |
| 2018          | Unladylike                                          | Invitada                          |
| 2018          | Womp It Up!                                         | Invitada                          |
| 2018          | You're Making It Worse                              | Invitada                          |
| 2018–2020     | Not Too Deep with Grace Helbig                      | Invitada; 2 episodios             |
| 2019          | Good One: A Podcast About Jokes                     | Invitada                          |
| 2019          | Who's Your God?                                     | Invitada                          |
| 2019          | The Good Place: The Podcast                         | Invitada                          |
| 2019          | Cool Playlist                                       | Invitada                          |
| 2019          | Be Here for a While                                 | Invitada                          |
| 2019          | Two Girls One Ghost                                 | Invitada                          |
| 2019          | The Worst with Greta Titelman                       | Invitada                          |
| 2019          | Conan O'Brien Needs a Friend                        | Invitada                          |
| 2019          | Three Questions with Andy Richter                   | Invitada                          |
| 2019          | Scam Goddess                                        | Invitada                          |
| 2019          | A Mediocre Time with Tom and Dan                    | Invitada                          |
| 2019          | And Especially You                                  | Invitada                          |
| 2019          | Worst Firsts with Brittany Furlan                   | Invitada                          |
| 2019          | I Hate Talking About Myself                         | Invitada                          |
| 2019          | Your Mom's House                                    | Invitada                          |
| 2019          | Air Jordan: A Food Podcast                          | Invitada                          |
| 2019          | Gettin Better with Ron Funches                      | Invitada                          |
| 2019          | Kreative Kontrol                                    | Invitada                          |
| 2019          | Punch Up The Jam                                    | Invitada                          |
| 2019          | Ghosted! by Roz Drezfalez                           | Invitada                          |
| 2019          | Good for You with Whitney Cummings                  | Invitada                          |
| 2019          | The Goodie Goodie with Sabrina Jalees               | Invitada; 2 episodios             |
| 2019          | I'm Afraid of That                                  | Invitada                          |
| 2019          | Las Culturistas                                     | Invitada                          |
| 2019–2020     | It's Been a Minute with Sam Sanders                 | Invitada                          |
| 2019–2020     | Forever35                                           | Invitada; 2 episodios             |
| 2019-2022     | Sloppy Seconds with Big Dipper and Meatball         | Invitada; 2 episodios             |
| 2019–presente | 90 Day Bae                                          | Coanfitriona (con Marcy Jarreau)  |
| 2019–presente | Drag Her                                            | Coanfitriona (con Mano Agapion)   |
| 2019–presente | Best Friends                                        | Coanfitriona (con Sasheer Zamata) |
| 2020          | Inside vozs                                         | Invitada                          |
| 2020          | Strong Black Lead                                   | Invitada                          |
| 2020          | Netflix Is A Daily Joke                             | Invitada                          |
| 2020          | Staying In with Emily and Kumail                    | Invitada                          |
| 2020          | Culture Kings                                       | Invitada                          |
| 2020          | U Up?                                               | Invitada                          |
| 2020          | I Don't Want to Talk About Fight Club Anymore       | Invitada; 2 episodios             |
| 2020          | I Weigh with Jameela Jamil                          | Invitada                          |
| 2020          | Spanish Aqui Presents                               | Invitada                          |
| 2020          | Blank Check with Griffin &amp; David                | Invitada                          |
| 2020          | Marti Talks                                         | Invitada                          |
| 2020          | Late Night with Seth Meyers Podcast                 | Invitada                          |
| 2020–presente | Newcomers                                           | Coanfitriona (con Lauren Lapkus)  |
| 2021          | Wanna Be On Top?                                    | Invitada                          |
| 2021          | My Favorite Murder                                  | Invitada                          |
| 2022          | Call Her Daddy                                      | Invitada                          |
| 2023          | How Did This Get Made                               | Invitada                          |

Series web
| Año       | Título                                                                 | Papel      | Notas                               |
| --------- | ---------------------------------------------------------------------- | ---------- | ----------------------------------- |
| 2016      | BUILD Series                                                           | Ella misma | Invitada                            |
| 2017      | Comedians Review the Weirdest Beauty Products                          | Ella misma | Invitada                            |
| 2018      | My Most Delish                                                         | Ella misma | Invitada                            |
| 2020      | Transformations                                                        | Ella misma | Invitada                            |
| 2021      | Harper's BAZAAR's Food Diaries: Bite Sized                             | Ella misma | Invitada                            |
| 2021-2022 | The Pit Stop                                                           | Ella misma | Invitada; 2 episodios               |
| 2022      | I Spent a Day With...                                                  | Ella misma | Invitada                            |
| 2022      | Nicole Byer On The Audition That Changed Her Perspective On Her Career | Ella misma | Entertainment Weekly's The Awardist |
| 2022      | The Plant-Based Way with Monét                                         | Ella misma | Invitada                            |
| 2022      | Reality TV Roundtable                                                  | Ella misma | The Hollywood Reporter              |